# Nervus infraorbitalis

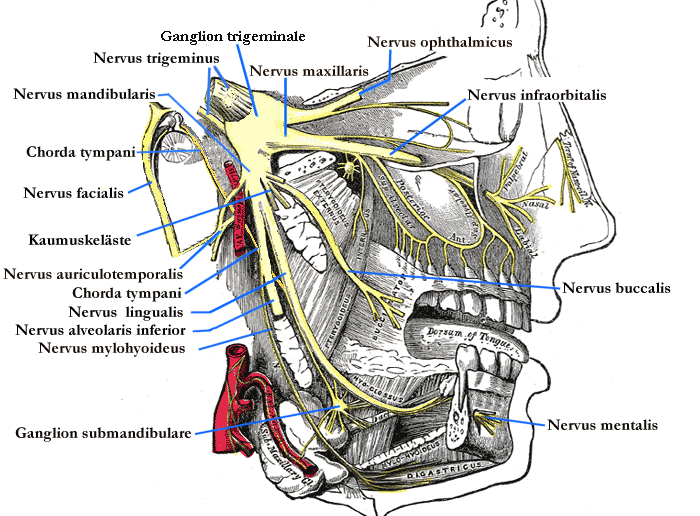
Nervus trigeminus des Menschen

Der Nervus infraorbitalis („Unteraugennerv“) ist die direkte Fortsetzung des Nervus maxillaris (Hirnnerv V2) nach Abgang der anderen Äste. Er zieht aus der Flügel-Gaumen-Grube (Fossa pterygopalatina) unterhalb der Augenhöhle durch das Oberkieferloch (Foramen maxillare) in den Unteraugenkanal (Canalis infraorbitalis) des Oberkiefers.  
Im Unteraugenkanal entsendet der Nervus infraorbitalis Rami alveolares an alle Zähne des Oberkiefers und versorgt diese sensibel. Am Unteraugenloch (Foramen infraorbitale) tritt der Endast des Nerven aus dem Oberkiefer aus. Hier kann er getastet (2. Trigeminusdruckpunkt) oder anästhesiert werden. Nach Austritt aus dem Loch verzweigt er sich in der Haut des gesamten vorderen und oberen Gesichts und versorgt sie sensibel.